# Carpintaria

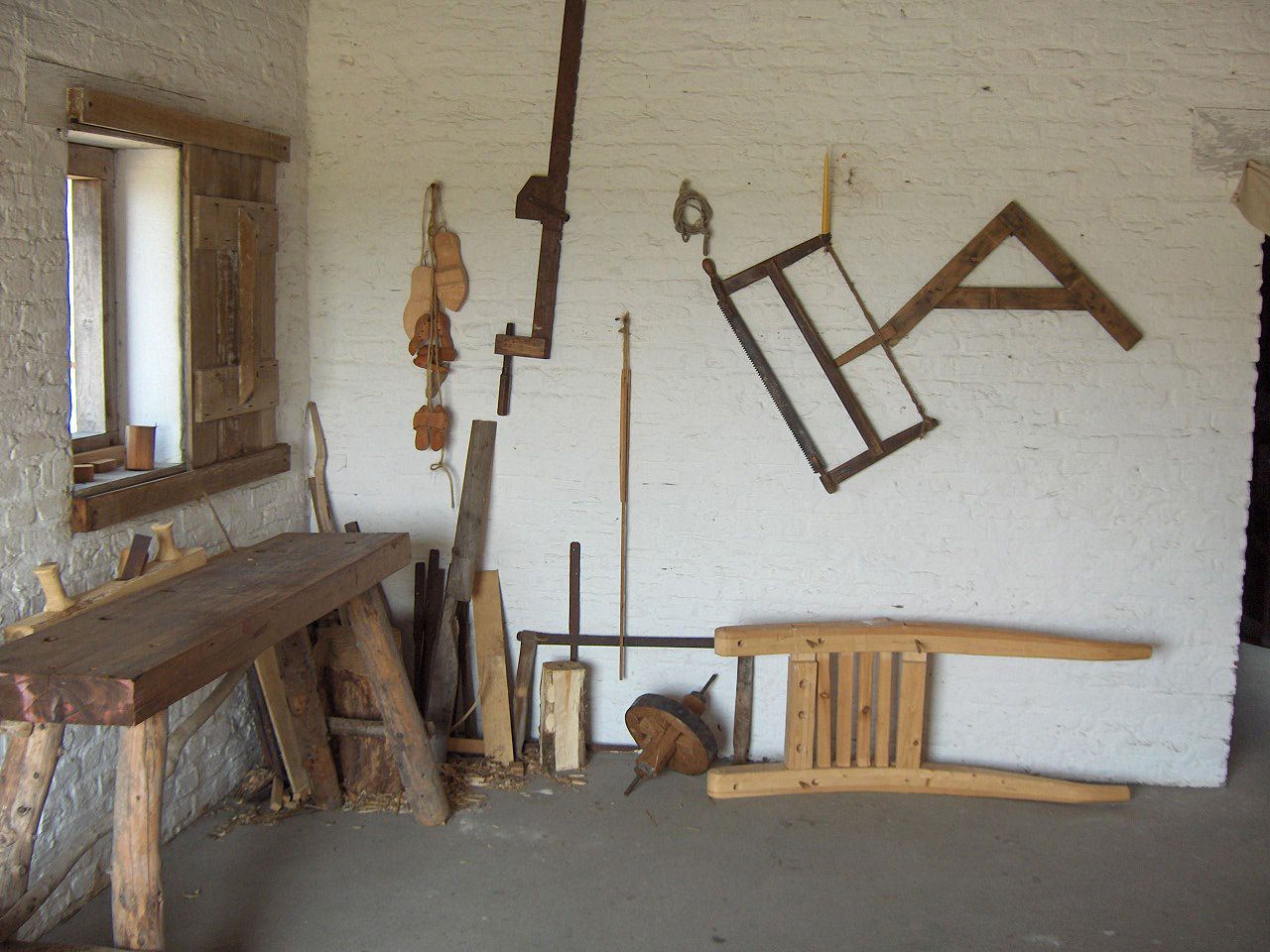
Ferramentas medievais de carpintaria, c. 1465

Carpintaria é a oficina onde trabalha o carpinteiro, profissional especialista em trabalhos com madeira em estado bruto ou maciço, com a função de beneficiar (lavrar e aparelhar) a madeira em peças para uso em construções, desde móveis, ferramentas, artigos para construção civil, construção naval, entre outros. 
O trabalho em uma carpintaria envolve frequentemente a utilização de esforço físico e trabalhos ao ar livre. O profissional desta área deve ter: noções de geometria e um vasto conhecimento de como lidar com madeira no seu estado natural (madeira maciça), o que o diferencia da marcenaria.

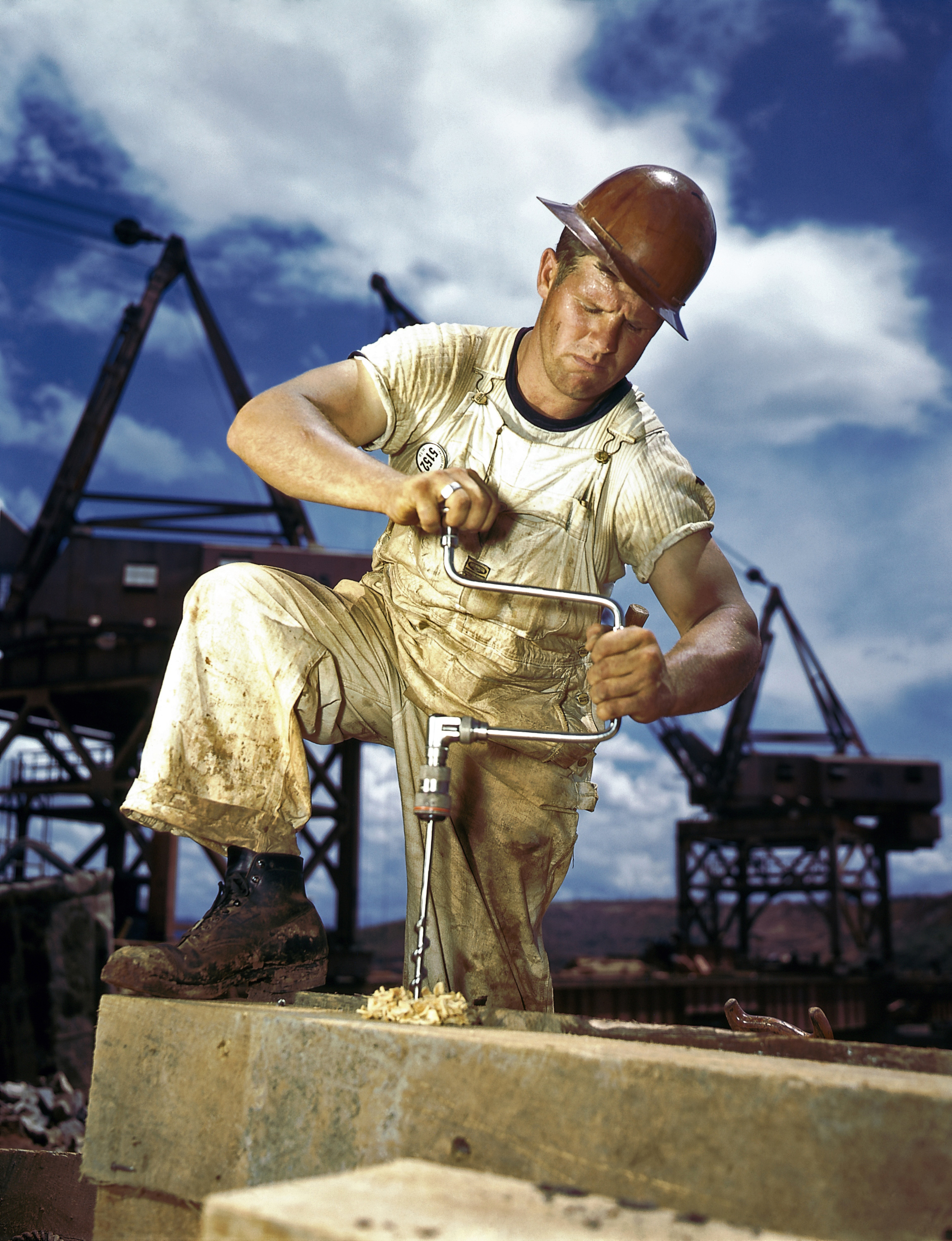
Um carpinteiro trabalhando. Foto de 1942.

A especialidade abrange o feitio de: telhados, escadas, assoalhos, forros, portas, venezianas, móveis, (esquadrias de madeira), etc. A carpintaria também é responsável por trabalhos ornamentais como marchetaria, assim como trabalhos grandes, como a carpintaria naval.
O carpinteiro dispõe de várias ferramentas, tais como: serra circular, formão, trena, serrote e prumo.
Trabalha principalmente com madeiras nobres como: cedro, cerejeira, imbuia, mogno, marfim, ipê. Porém, atualmente de acordo com as legislação ambiental, algumas destas árvores estão proibidas de serem retiradas da natureza.
De espécie espécies menos nobres, como: pinus, eucalipto, são fabricados os laminados OSB (Painel de Tiras de Madeira Orientadas) e industrializados como compensado (Brasil) ou contraplacado (Portugal), aglomerado, MDF (Placa de fibra de média densidade), laminado melamínico, folhas de madeira, etc.